# Karel Ornstein
Karel Ornstein is journalist. Zo'n 38 jaar werkte hij als (onderzoeks)journalist en tv-verslaggever bij Nieuwsuur, voorheen NOVA en redacteur/ (politiek)verslaggever bij  RTL Nieuws, Veronica Nieuwsradio en AVRO's Radiojournaal. Als correspondent schreef hij voor de  Financieel-Economische Tijd (België) en Time Magazine (VS). Sinds juni 2022 heeft hij een eigen communicatiebureau.

## Studie en familie
Karel Ornstein studeerde politicologie en massacommunicatie aan de Universiteit van Amsterdam. Zijn grootvader is de fysicus Leonard Ornstein. Zijn broer is journalist Leonard Ornstein.

## Reportages
Zijn journalistieke specialismen zijn justitie/politie, defensie, landbouw en gestolen Joodse bezit in de Tweede Wereldoorlog. Ornstein interviewde onder andere koningin Maxima, Johan Cruyff, Michail Gorbatsjov, Pim Fortuyn, prinses Margarita, Mark Rutte, Ruud Lubbers en Yasser Arafat.
Voor Nieuwsuur maakte hij reportages over de strijd die Salo Muller voerde tegen de Nederlandse Spoorwegen. Muller dwong uiteindelijk bij de NS een schadeloosstelling af voor de slachtoffers en de nabestaanden die in de oorlog door de spoorwegen -op eigen kosten- waren vervoerd naar het doorgangskamp Westerbork. Salo Muller’s verhaal is wereldwijd door kranten en televisie-stations overgenomen.
Ook maakte Karel Ornstein verhalen over de Restitutiecommissie die adviseert over het teruggeven van nazi-roofkunst, het boek van Wally de Lang over de razzia's in 1941 in Amsterdam en in 2022 over de excuses die Hubert van Blankenstein wil van de gemeente Groningen. Na de oorlog mocht zijn familie niet terug naar hun eigen villa. Hun huis werd door de gemeente toegewezen aan de burgemeester.
Karel Ornstein heeft veel reportages gemaakt over justitie en politieonderwerpen: de reorganisatie van de politie, etnische profileren door agenten, vechtafspraken tussen voetbalhooligans, de georganiseerde misdaad en de smokkel van cocaïne via de Rotterdamse haven en via Schiphol, de “Bolletjes-affaire”.
Als verslaggever bij Nieuwsuur maakte hij verhalen over de strijd tegen HIV, het Panorama Mesdag, de Hedwigepolder, de Rolling Stones, matchfixing in de sport en archeologische vondsten in Nederland.
Voor NOVA maakte Ornstein het veelbesproken interview met prinses Margarita in 2003 en verhalen over de Schipholbrand die mede leidde tot het aftreden van de ministers Piet Hein Donner en Sybilla Dekker.